# Partidul Popular Danez

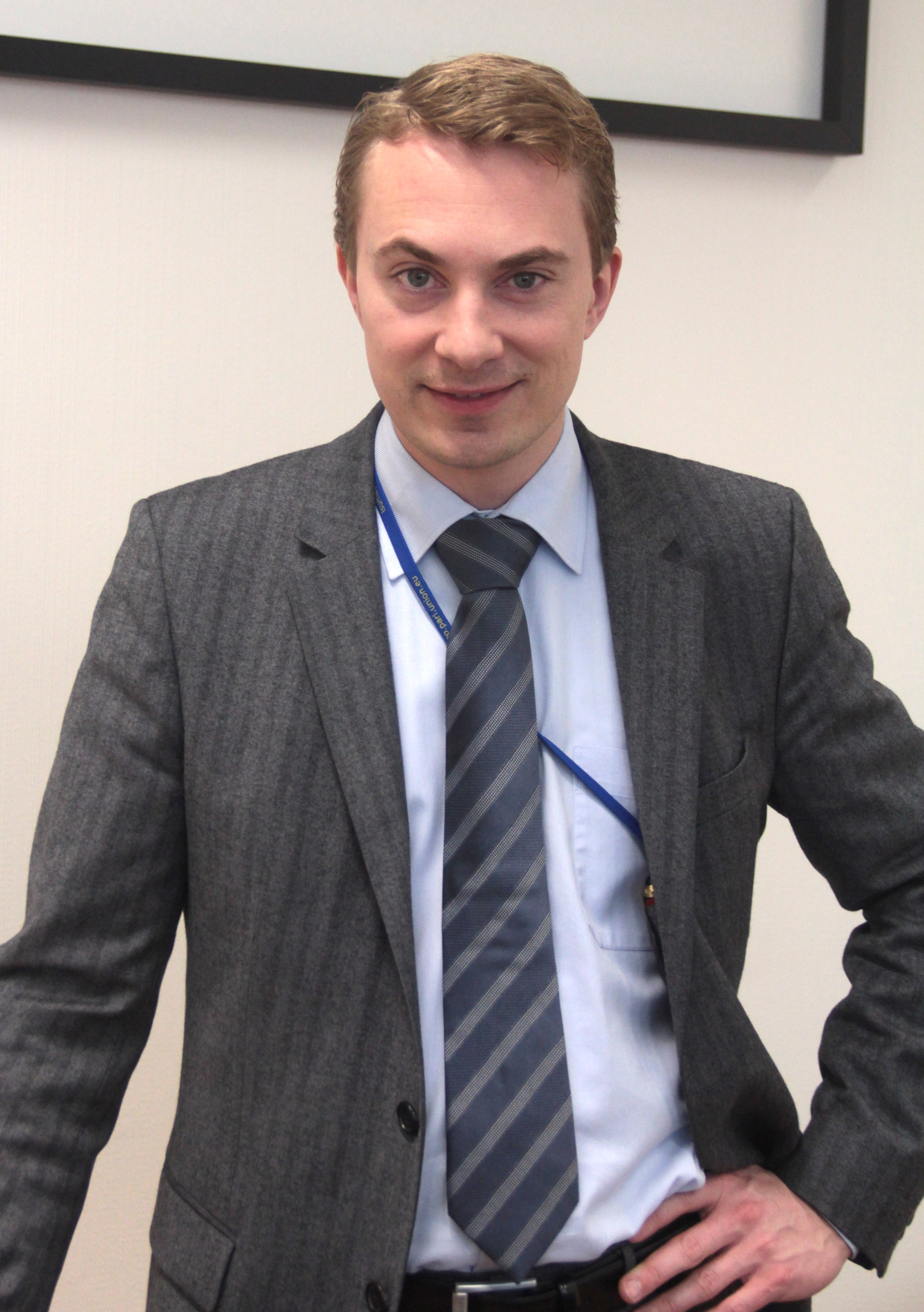
Liderul Partidului - Morten Messerschmidt (2022 –)

Partidul Popular Danez (în daneză Dansk Folkeparti, DF) este un partid național-conservator din Danemarca, condus de Kristian Thulesen Dahl (2012-) (Pia Kjærsgaard 1995-2012). Este al treilea partid ca mǎrime din Folketinget. Numărul de membri: 12.064 (2013) Arhivat în 7 octombrie 2013, la Wayback Machine.

## Politică
Partidul Popular Danez menține o cooperare strânsă cu guvernul, precum și cu partidele de guvernământ în ceea ce privește rezolvarea problemelor țǎrii. În schimbul sprijinului acordat guvernului în parlament, partidul are ocazia de a efectua acțiuni legale împotriva imigranților și a refugiaților. În 1999, PPD a susținut în mod consecvent politica de imigrație selectivă. Portofoliul partidului de asemenea include programe sociale, în special ceea ce privește pensiile pentru limită de vârstă. De asemenea, politica efectuatǎ de PPD, este împotriva homosexualilor, legalizǎrii cuplurilor de același sex de a adopta copii și creșterea pedepsei pentru abuzul sexual asupra copiilor.

## Cooperare internațională
- PPD cooperează și menține relații cu mai multe organizații politice din străinǎtate. În special, aripa dreaptǎ a Prietenilor Europeni a Israelului, precum și cu partidul conservator anti-comunist Kuomintang din Taiwan.
- În plus, înainte de 2009 PPD a fost prezent în grupul Uniunea pentru Europa Națiunilor din Parlamentul European.
- După alegerile parlamentare din 2010 din Suedia, în care democrații suedezi au obținut 20 de locuri în Riksdag, expertul PPD Søren Jespersen, care era prezent în acel timp în Stockholm, a spus: "Am vǎzut dupǎ rezultatele acestor alegeri cǎ poporul suedez astăzi a fǎcut primul pas pentru a deveni o țară normală".
- De asemenea, Pia Kjærsgaard, și-a exprimat în mod repetat regretul pentru moartea politicianului olandez Pim Fortuyn, ucis de apǎrǎtorul musulmanilor olandezi, Volkert van der Graaf în 2002.

## Rezultate electorale
| Numărul de locuri în parlament la alegerile parlamentare și alegerile pentru Parlamentul European |  |
|                                                                                                   |  |

| An   | Voturi  | Procentaj | Locuri obținute |
| ---- | ------- | --------- | --------------- |
| 1998 | 252,429 | 7.4%      | 13              |
| 2001 | 413,987 | 12.0%     | 22              |
| 2005 | 444,205 | 13.2%     | 24              |
| 2007 | 479,532 | 13.8%     | 25              |
| 2011 | 436.726 | 12.3%     | 22              |
| 2015 | 741.539 | 21.1%     | 37              |
| 2019 | 308.219 | 8.7%      | 16              |

## Declarații aprinse
Modificarea (sub presiunea PPD) politicii de imigrație a Danemarcei a devenit vizibil pentru restul Europei, atrǎgând critici din partea guvernului Social Democrat din Suedia, înaltulului Comisar ONU pentru fefugiați și Comisarului pentru Drepturile Omului la Consiliul Europei. Ca răspuns criticilor guvernului suedez, Pia Kjærsgaard a spus: "Dacă vor să transforme Stockholm, Göteborg și Malmö, în Beirutul scandinav, cu războaie de clan, crime și cu bande de violatori, lasǎ-le să facǎ aceasta. Putem întotdeauna închide Podul Øresund".

## Legǎturi externe
- Site-ul oficial al Partidului
- Principiile Partidului Popular Danez Arhivat în 30 mai 2013, la Wayback Machine.
- Velkommen til Pia Kjærsgaards hjemmeside Arhivat în 14 aprilie 2012, la Wayback Machine.
- The Party Program of the Danish People's Party Arhivat în 18 martie 2011, la Wayback Machine.
- Den Store Danske